# Вугільний мікрофон
Вугільний мікрофон - один з перших типів мікрофонів. Вугільний мікрофон містить вугільний порошок, розміщений між двома металевими пластинами і ув'язнений в герметичну капсулу. Стінки капсули або одна з металевих пластин з'єднується з мембраною. При зміні тиску на вугільний порошок змінюється площа контакту між окремими зернятками вугілля, і, в результаті, змінюється опір між металевими пластинами. Якщо пропускати між пластинами постійний струм, напруга між пластинами буде залежати від тиску на мембрану. Від усіх інших типів мікрофонів відрізняється тим, що є не перетворювачем, а підсилювальним елементом, так як енергія корисного електричного сигналу створюється зовнішнім джерелом постійної напруги, а акустичні коливання лише управляють потоком цієї енергії, змінюючи опір ланцюга.

## Історія

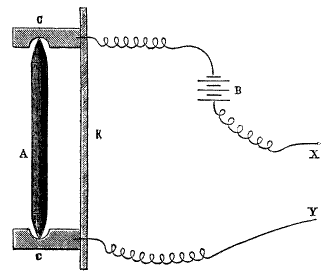
мікрофон Юза

У 1856 році француз Дю Монсель (Du Moncel) опублікував результати своїх досліджень, з яких випливало, що графітові електроди мають здатність відповідати значною зміною електричного опору при невеликій зміні площі дотику провідників. Дана властивість стала основою для різних варіантів конструкцій мікрофонів. 
Перший вугільний мікрофон побудував американський винахідник Еміль Берлінер 4 березня 1877 року . Однак, розвиток отримав мікрофон американського винахідника Девіда Юза ( англ. David Hughes David Hughes) в травні 1878 року. Мікрофон Юза містив вугільний стрижень з загостреними кінцями, що впирався в дві вугільні ж чашечки, і з'єднаний з рухомою мембраною. Площа контакту вугільного стрижня з чашечками сильно змінювалася при коливаннях мембрани, відповідно змінювалося і опір вугільного мікрофона, а з ним і струм в ланцюзі. Мікрофон Юза удосконалювався багатьма винахідниками. Проте значно вдосконалив цей тип мікрофонів Едісон (зокрема, він запропонував використовувати вугільний порошок замість вугільного стрижня, тобто винайшов новий вид вугільного мікрофона з вугільним порошком). Автор конструкції вугільного мікрофона, що найбільш прижилася  - Ентоні Уайт (1890). 

## Застосування

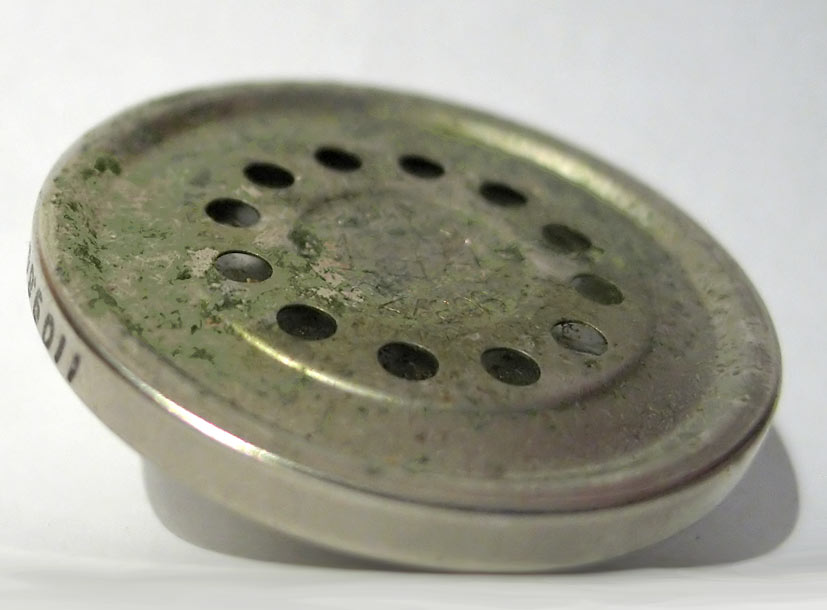
Вугільний мікрофон з телефонного апарату

Вугільний мікрофон практично не вимагає додаткового посилення сигналу (оскільки сам є непоганим підсилювачем параметрів сигналу), сигнал з його виходу можна подавати безпосередньо на високоомний навушник або гучномовець. Через це властивості вугільні мікрофони використовувалися до недавнього часу в телефонних апаратах, їх використання звільняло телефонний апарат від дорогих і дефіцитних в той час напівпровідникових деталей або громіздких, тендітних і енергоємних підсилювачів на радіолампах. Класичний телефонний апарат з дисковим номеронабирачем зазвичай містив вугільний мікрофон (проте в апаратах більш пізніх років випуску часто застосовуються динамічні або електретні мікрофони, часто об'єднані в єдину конструкцію з підсилювачем, взаємозамінну з вугільним мікрофоном). 
Однак вугільний мікрофон відрізняється поганою амплітудно-частотною характеристикою і вузькою смугою пропускання (він нечутливий до занадто низьким і дуже високим частотам), високим рівнем шумів і спотворень. Крім того, на відміну від найбільш поширеного динамічного мікрофона, вугільний вимагає живлення постійним струмом. На межі 80-х-90-х років XX століття з'явилися дешеві й доступні напівпровідникові підсилювачі, які дозволяють використовувати електретних мікрофони в традиційних телефонах, які живляться від лінії. Тому в сучасних пристроях вугільні мікрофони практично не застосовуються. Проте вугільні мікрофони забезпечували стандартну для того часу смугу пропускання по телефонних лініях від 300-500 Гц до 3,5 кГц. Що було цілком достатньо для розрізнення усного мовлення. 
У відповідності. з ГОСТ 7153-85 [Архівовано 12 липня 2019 у Wayback Machine.], розробка ТА з вугільним мікрофоном з 01.01.1987 не допускається. Примітка: даний ГОСТ на ТА загального застосування, не поширюється на апаратуру спеціального призначення. 

## Особливості
- Нечутливість до електромагнітного імпульсу, тому підходить для спецзастосувань.
- Нечутливість до електричних наведень. Інші типи мікрофонів видають слабкий сигнал, в будь-якому випадку вимагає значного електричного посилення, при цьому посилюються і перешкоди.
- Відносно високі нелінійні спотворення.
- Мінімальний термін служби, невисока надійність через відсиріння, злежування і стирання вугільних зерен.